# Kheiron
Kheiron, pseudonimo di Manouchehr Tabib (Teheran, 21 novembre 1982), è un attore, comico e regista francese.

## Biografia
Figlio di Hibat Tabib, un avvocato iraniano e autore di libri di sociologia, Kheiron nacque a Teheran nel 1982. Due anni più tardi, la sua famiglia fuggì dall'Iran alla volta della Francia. Pur avendo l'ambizione di entrare nel mondo dello spettacolo, Kheiron ha cominciato a lavorare per quattro anni come educatore, e a Pierrefitte-sur-Seine ha partecipato a un progetto, avviato da suo padre, per combattere la dispersione scolastica.

## Filmografia

### Regista
- Nous trois ou rien (2015)
- L'erba cattiva (2018)
- Brutus vs César (2020)

## Riconoscimenti
- 2015 – Premio speciale della giuria al Tokyo International Film Festival per Nous trois ou rien
- 2016 – Candidatura al Premio César per la migliore opera prima per Nous trois ou rien